# 龙华镇 (重庆市)
龙华镇，是中华人民共和国重庆市江津区下辖的一个乡镇级行政单位。

## 行政区划
龙华镇下辖以下地区：
龙门社区、双溪村、新店村、梁家村、农庆村、朱羊寺村、燕坝村、五台村和龙华寺村。